# Championnat du Guatemala de football 1943-1944
Navigation
Saison précédente Saison suivante
La Liga Nacional 1943-1944 est la deuxième édition de la première division guatémaltèque.
Lors de ce tournoi, le CSD Municipal a tenté de conserver son titre de champion du Guatemala face aux cinq meilleurs clubs guatémaltèques.
Chacun des six clubs participant était confronté deux fois aux cinq autres équipes.

## Les 6 clubs participants
| \| Guatemala: Guatemala FC CSD Hércules Club del Hospicio IRCA CSD Municipal Tipografía Nacional Guatemala \| Localisation des clubs engagés dans le championnat. |
| Guatemala: Guatemala FC CSD Hércules Club del Hospicio IRCA CSD Municipal Tipografía Nacional Guatemala                                                           |

Ce tableau présente les six équipes qualifiées pour disputer le championnat 1943-1944. On y trouve le nom des clubs, le nom des stades dans lesquels ils évoluent ainsi que la capacité et la localisation de ces derniers.
| Club                | Stade              | Capacité          | Ville          |
| Guatemala FC        | Stade inconnu      | Capacité inconnue | Guatemala City |
| CSD Hércules        | Stade inconnu      | Capacité inconnue | Guatemala City |
| Club del Hospicio   | Stade inconnu      | Capacité inconnue | Guatemala City |
| IRCA                | Stade inconnu      | Capacité inconnue | Guatemala City |
| CSD Municipal       | Stade Mateo Flores | 30 000            | Guatemala City |
| Tipografía Nacional | Stade La Pedrera   | Capacité inconnue | Guatemala City |

## Compétition
Les six équipes affrontent à deux reprises les cinq autres équipes selon un calendrier tiré aléatoirement.
Le classement est établi sur l'ancien barème de points (victoire à 2 points, match nul à 1, défaite à 0).
Le départage final se fait selon les critères suivants :
- Le nombre de points.
- La différence de buts générale.
- Le nombre de buts marqué.

### Classement
| Rang | Équipe              | Pts | J  | G | N | P | Bp | Bc | Diff |
| ---- | ------------------- | --- | -- | - | - | - | -- | -- | ---- |
| 1    | Tipografía Nacional | 18  | 10 | 8 | 2 | 0 | 34 | 8  | +26  |
| 2    | CSD Municipal T     | 14  | 10 | 7 | 0 | 3 | 26 | 12 | +14  |
| 3    | Club del Hospicio   | 11  | 10 | 5 | 1 | 4 | 25 | 21 | +4   |
| 4    | CSD Hércules        | 11  | 10 | 4 | 3 | 3 | 20 | 18 | +2   |
| 5    | Guatemala FC        | 4   | 10 | 2 | 0 | 8 | 14 | 34 | -20  |
| 6    | IRCA                | 2   | 10 | 0 | 2 | 8 | 11 | 37 | -26  |

| Légende : Abréviations | Légende : Abréviations |
| ---------------------- | ---------------------- |
|                        | T Tenant du titre      |

## Bilan du tournoi
| Championnat du Guatemala de football 1943-1944 |                     |
| Champion                                       | Tipografía Nacional |
| Dauphin                                        | CSD Municipal       |